# Кардаши (Кировская область)
Кардаши — опустевшая деревня в Слободском районе Кировской области в составе Закаринского сельского поселения.

## География
Находится на расстоянии примерно 35 км по прямой на восток-юго-восток от районного центра города Слободской.

## История
Известна с 1873 года, когда в ней было учтено дворов 4 и жителей 38, в 1905 6 и 45, в 1926 10 и 59, в 1950 17 и 58 соответственно. В 1989 году было учтено 10 постоянных жителей . 

## Население
Постоянное население  составляло 2 человека (русские 100%) в 2002 году, 0 в 2010.